# Thomas Oliemans
Thomas Oliemans je nizozemský zpěvák - baryton.

## Vystoupení v Česku
- 2018 – Johann Sebastian Bach: Vánoční oratorium – Collegium 1704, Nederlands Kamerkoor, Hannah Morrison – soprán, Maarten Engeltjes – kontratenor, Benedikt Kristjánsson – tenor, Thomas Oliemans – bas, dirigent: Peter Dijkstra, Praha, Rudolfinum. 11. prosince 2018[1]